# Finvask (af en ulden kulørt Trøje)
Finvask (af en ulden kulørt Trøje) er en dansk virksomhedsfilm instrueret af K. Dannefeldt Bøthner. Filmen er lavet for sæbefabrikken Noma.

## Handling
Denne artikel mangler et handlingsreferat. Hjælp os med at skrive det.